# Praça do Município
A Praça do Município (szabad fordításban: Város tér) Lisszabon egyik központi tere, amely a Santa Maria Maior kerületben található. Három utca – a Rua do Arsenal, a Rua Henriques Nogueira és a Rua do Comércio – szegélyezi.

### A városháza
A tér fő épülete a keleti oldalon álló városháza  (Paços do Concelho de Lisboa), amelyben Lisszabon önkormányzata működik. 1910. október 5-én az épület erkélyéről kiáltották ki a köztársaságot. Az esemény emlékére minden október 5-én ünnepséget rendeznek a téren. A neoklasszikus épület központi lépcsőházát José Luís Monteiro tervezte. Az épületben több híres művész – Pereira Cão, Columbano Bordalo Pinheiro, José Rodrigues és José Malhoa – alkotásai láthatók.
A korábbi városháza megsemmisült az 1755-ös földrengésben, majd útódja súlyosan megsérült az 1863-as tűzben. A most látható épületet Domingos Parente da Silva tervezte. 1996-ban ismét tűz pusztított az épületben. A városházát minden hónap első vasárnapján megnyitják az érdeklődők előtt.

### Más látványosságok
A tér közepén egy csavart oszlop áll, amely 1910 óta nemzeti emlékműnek számít. A három egymásba fonódó spirál alkotta oszlopot Eugénio dos Santos de Carvalho építette az 1755-ös földmozgás után vas, márvány és kő felhasználásával. Gránitalapja nyolcszögletű, lépcsők vezetnek fel rá. Az oszlop nagyjából tíz méter magas, tetején egy aranyozott földgömb van.
A teret szegélyező épületek között van a fellebbviteli bíróság és a haditengerészeti fegyvertár. A térre vezető Largo de São Juliãóból nyíló pénzmúzeumot egy palotából alakították ki, amely korábban templom volt. A teret calçada, vagyis a tradicionális, lapos kövekből kirakott, mintákat adó portugál burkolat fedi. Az 1997-ben lerakott kövezet geometriai alakokból álló mintáját az író és festő Eduardo Nery tervezte, aki azt szerette volna, ha a burkolat szőnyegre emlékezteti a járókelőket.

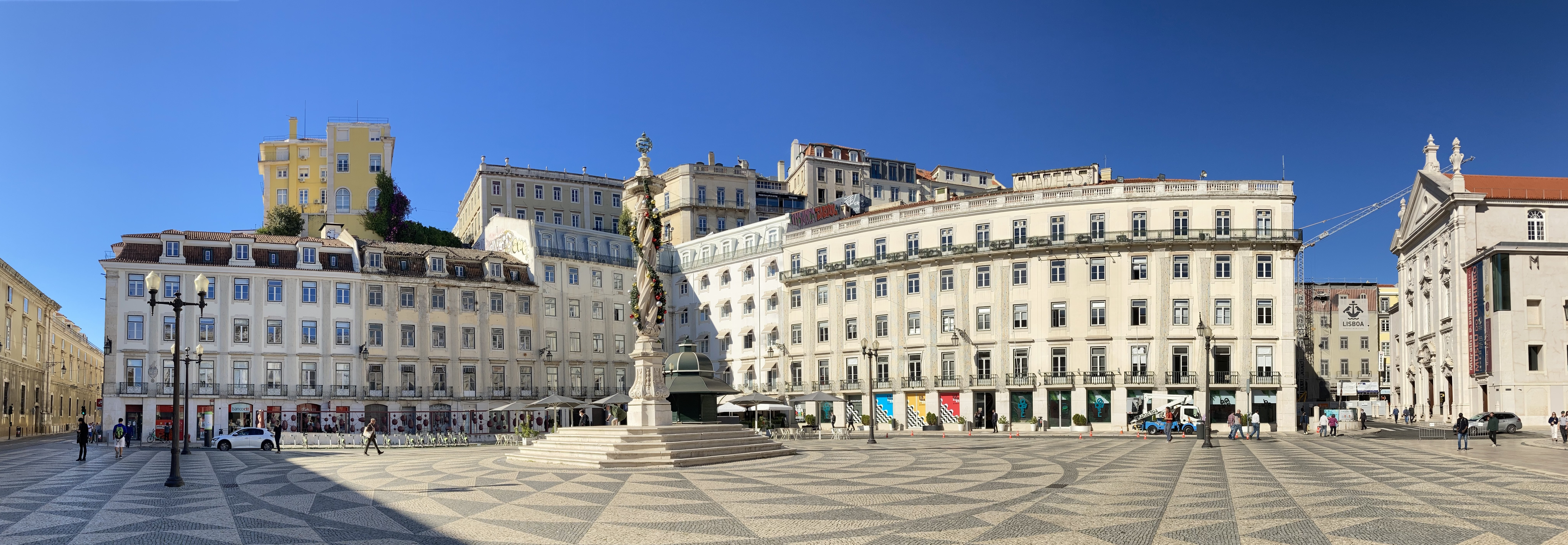